# Philip Levine
Philip Levine (ur. 10 stycznia 1928 w Detroit, zm. 14 lutego 2015 we Fresno) – amerykański poeta. Zdobywca Nagrody Pulitzera (1995).

## Życiorys
Ukończył studia na Wayne State University, pracował następnie w fabryce Chevrolet Gear & Axle w Detroit. Kontynuował naukę, uzyskując tytuł Master of Fine Arts na University of Iowa.
Wykładał na Uniwersytecie Stanu Kalifornia we Fresno, związany był także z organizacją Academy of American Poets.

## Wybrnaa twórczość[2]

### Poezje
- On the Edge (1961)
- Not This Pig (1968)
- They Feed They Lion (1972)
- The Names of the Lost (1975)
- 7 Years From Somewhere (1979)
- Ashes: Poems New and Old (1979)
- What Work Is (1991)
- The Simple Truth (1994)
- Breath (2004)
- News of the World (2009)

### Pozostałe
- Don’t Ask (1981)
- The Bread of Time: Toward an Autobiography (1994)
- So Ask: Essays, Conversations, and Interviews (2002)
- My Lost Poets: A Life in Poetry (2016; wydanie pośmiertne)

## Wybrane nagrody[2]
- American Book Award w dziedzinie poezji (dwukrotnie)
- Lenore Marshall Poetry Prize (1977)
- National Book Critics Circle Award (dwukrotnie, w tym w 1979)
- National Book Award (1980, 1991)
- Nagroda Pulitzera (1995)

## Życie prywatne
Był żonaty, miał dwoje dzieci.